# Ривера Кабесас, Антонио
Антонио Ривера Кабесас (р. 12 февраля 1784 в Гватемале, умер 8 мая 1851) — центральноамериканский юрист и политик. Член Либеральной партии. С 10 июля 1823 по 4 октября 1823 года он был членом первого исполнительного триумвирата, который управлял Федеральной Республикой Центральной Америки. С 9 марта 1830 по 10 февраля 1831 г. он был главой Гватемалы.
Ривера был курсантом в милиции, должность, отведенная для сыновей знатных семейств. Он стал адвокатом во время испанского колониального периода.
Ривера сменил много политических позиций. Он был провинциальным депутатом. Он также был сторонником независимости от Испании и один из тех, кто подписал декларацию независимости 15 сентября 1821 года. Он был депутатом первого учредительного съезда Центральной Америки. После присоединения Центральной Америки к Мексике, он стал депутатом мексиканского конгресса. Он был членом правления триумвирата федерации в 1823 году, политический начальник отдела Гватемалы в 1824 году, секретарь финансов в 1835 году и окружной судья в 1832 и 1837 годах.
Как член триумвирата, с 1 июля 1823 года он подписал декларацию о независимости Центральной Америки от Испании, Мексики и других стран.
Он также был автором нескольких сатирических произведений по экономике.
9 марта 1830 года, когда Ассамблея удалила доктора Педро Молина, Ривера стал главой Гватемалы в рамках федерации. Во время его правления, страна переживала период мира. Он восстанавливал школы, которые были разрушены во время войн за независимость и создал новые школы в Чикамуле. Он также основал школу в Гватемала-Сити, а другую в Кесальтенанго.
При нём была проведена перепись. Он пытался улучшить правосудие и также создал отдел по дорогам (Dirección de Caminos Departamentales), который существует и поныне. Тем не менее, в связи с непрерывной клеветой его консервативных оппонентов, он покинул свой пост в 1831 году.
Когда консерваторы пришли к власти, они собирались расстрелять Антонио, но вмешательство нескольких друзей спасли ему жизнь. Он отправился в изгнание в штат Чьяпас. Когда он попытался вернуться в Гондурас он был арестован в Йокотан, Чикамула и обвинен в заговоре. Ему удалось укрыться в Сальвадоре, где он был в союзе с доктором Педро Молина.
Он умер в 1851 году. Его похороны состоялись через два дня после его смерти, но консерваторы тогда были у власти, поэтому он не был похоронен торжественно.